# XIX Giochi del Commonwealth
I XIX Giochi del Commonwealth si tennero a Delhi, India, dal 3 al 14 ottobre 2010.

## Selezione della sede
Delhi è stata selezionata come città ospitante dei Giochi del Commonwealth 2010 il 14 novembre 2003 durante l'Assemblea generale della CGF a Montego Bay, Giamaica, sconfiggendo l'offerta di Hamilton, Ontario, Canada. Il motto dell'offerta dell'India era New Frontiers and Friendships.
L'India ha spostato la bilancia a suo favore nel secondo turno di votazioni con la promessa che avrebbe fornito 100.000 dollari a ciascun paese partecipante, insieme a biglietti aerei, vitto, alloggio e trasporto. Anche il successo dei Giochi afro-asiatici del 2003 tenutisi a Hyderabad ha dimostrato che l'India ha le risorse, le infrastrutture e il know-how tecnico per organizzare un grande evento sportivo. Nel frattempo, Hamilton ha lottato con l'idea che a un paese non sarebbero stati assegnati due importanti eventi multisport nello stesso anno, dopo che Vancouver si era aggiudicata le Olimpiadi invernali del 2010 all'inizio dell'anno.
Delhi fece un'offerta per i Giochi del Commonwealth del 1990 e del 1994, ma perse rispettivamente contro Auckland e Victoria. L'offerta di Hamilton è stata il tentativo del Canada di tenere i giochi per la quinta volta.
| Città    | Paese  | Voti |
| -------- | ------ | ---- |
| Delhi    | India  | 46   |
| Hamilton | Canada | 22   |

## I Giochi

### Paesi partecipanti

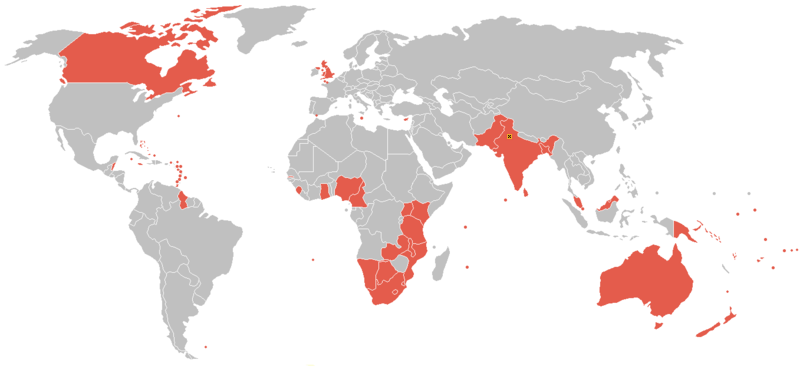
Nazioni che hanno partecipato ai giochi

Ai Giochi del Commonwealth 2010 parteciparono 71 paesi, territori e regioni del Commonwealth. In ordine alfabetico secondo il nome in lingua d'origine (inglese):
- Anguilla
- Antigua e Barbuda
- Australia
- Bahamas
- Bangladesh
- Barbados
- Belize
- Bermuda
- Botswana
- Isole Vergini Britanniche
- Brunei
- Camerun
- Canada
- Isole Cayman
- Isole Cook
- Cipro
- Dominica
- Inghilterra
- Isole Falkland
- Figi
- Gambia
- Ghana
- Gibilterra
- Grenada
- Guernsey
- Guyana
- India
- Isola di Man
- Giamaica
- Jersey
- Kenya
- Kiribati
- Lesotho
- Malawi
- Malaysia
- Malta
- Mauritius
- Montserrat
- Mozambico
- Namibia
- Nauru
- Nuova Zelanda
- Nigeria
- Niue
- Isola Norfolk
- Irlanda del Nord
- Pakistan
- Papua Nuova Guinea
- Ruanda
- Sant'Elena, Ascensione e Tristan da Cunha
- Saint Kitts e Nevis
- Saint Lucia
- Saint Vincent e Grenadine
- Samoa
- Scozia
- Seychelles
- Sierra Leone
- Singapore
- Isole Salomone
- Sudafrica
- Sri Lanka
- eSwatini
- Tanzania
- Tonga
- Trinidad e Tobago
- Turks e Caicos
- Tuvalu
- Uganda
- Vanuatu
- Galles
- Zambia

### Sport
Il programma dei XVIII Giochi del Commonwealth vide disputarsi 16 sport, 12 individuali e 4 di squadra, per un totale di 247 eventi.
- Atletica leggera
- Badminton
- Ciclismo
  -  Ciclismo su strada
  -  Ciclismo su pista
- Ginnastica
  -  Ginnastica artistica
  -  Ginnastica ritmica
- Hockey su prato
- Lawn bowls
- Lotta
- Netball
- Pugilato
- Rugby a 7
- Sollevamento pesi
- Sport acquatici
  -  Nuoto
  -  Nuoto sincronizzato
  -  Tuffi
- Squash
- Tennis
- Tennis tavolo
- Tiro
- Tiro con l'arco

### Calendario
La tabella sottostante riporta il calendario delle competizioni: in blu sono segnalati i giorni di gara e in giallo quelli in cui si assegnano medaglie (il numero indica le finali giornaliere), oltre che i giorni delle cerimonie di apertura e chiusura della manifestazione.
| ● | Cerimonia di apertura | ● | Competizioni | ● | Finali | ● | Cerimonia di chiusura |

| Ottobre               | 03 | 04 | 05 | 06 | 07 | 08 | 09 | 10 | 11 | 12 | 13 | 14 | Totale |
| --------------------- | -- | -- | -- | -- | -- | -- | -- | -- | -- | -- | -- | -- | ------ |
| Atletica leggera      |    |    |    | 2  | 7  | 8  | 9  | 8  | 7  | 9  |    | 2  | 52     |
| Badminton             |    |    |    |    |    | 1  |    |    |    |    |    | 5  | 6      |
| Ciclismo              |    |    | 3  | 4  | 4  | 3  |    | 2  |    |    | 2  |    | 18     |
| Ginnastica artistica  |    | 1  | 1  | 2  | 5  | 5  |    |    |    |    |    |    | 14     |
| Ginnastica ritmica    |    |    |    |    |    |    |    |    |    | 1  | 1  | 4  | 6      |
| Hockey su prato       |    |    |    |    |    |    |    |    |    |    | 1  | 1  | 2      |
| Lawn bowls            |    |    |    |    |    |    |    | 2  | 2  |    | 2  |    | 6      |
| Lotta                 |    |    | 3  | 4  | 4  | 3  | 3  | 4  |    |    |    |    | 21     |
| Netball               |    |    |    |    |    |    |    |    |    |    |    | 1  | 1      |
| Nuoto                 |    | 5  | 5  | 9  | 5  | 11 | 9  |    |    |    |    |    | 44     |
| Nuoto sincronizzato   |    |    |    |    | 2  |    |    |    |    |    |    |    | 2      |
| Pugilato              |    |    |    |    |    |    |    |    |    |    | 10 |    | 10     |
| Rugby a 7             |    |    |    |    |    |    |    |    |    | 1  |    |    | 1      |
| Sollevamento pesi     |    | 2  | 2  | 2  | 2  | 2  | 2  | 2  | 1  | 2  |    |    | 17     |
| Squash                |    |    |    |    |    | 2  |    |    |    |    | 3  |    | 5      |
| Tennis                |    |    |    |    |    |    | 2  | 3  |    |    |    |    | 5      |
| Tennis tavolo         |    |    |    |    |    | 1  | 1  |    |    | 1  | 2  | 3  | 8      |
| Tiro a segno          |    |    | 4  | 4  | 4  | 5  | 4  | 3  | 2  | 4  | 6  |    | 36     |
| Tiro con l'arco       |    |    |    |    | 2  | 2  | 2  | 2  |    |    |    |    | 8      |
| Tuffi                 |    |    |    |    |    |    |    | 3  | 2  | 3  | 2  |    | 10     |
| Totale medaglie d'oro |    | 8  | 18 | 27 | 35 | 43 | 32 | 29 | 14 | 21 | 29 | 16 | 272    |
| Cerimonie             | ●  |    |    |    |    |    |    |    |    |    |    | ●  |        |
| Ottobre               | 03 | 04 | 05 | 06 | 07 | 08 | 09 | 10 | 11 | 12 | 13 | 14 | Totale |

## Medagliere
| #      | Nazione                   | Oro | Argento | Bronzo | Totale |
| ------ | ------------------------- | --- | ------- | ------ | ------ |
| 1      | Australia                 | 74  | 55      | 48     | 177    |
| 2      | India                     | 38  | 27      | 36     | 101    |
| 3      | Inghilterra               | 37  | 59      | 46     | 142    |
| 4      | Canada                    | 26  | 17      | 32     | 75     |
| 5      | Kenya                     | 12  | 11      | 10     | 33     |
| 5      | Sudafrica                 | 12  | 11      | 10     | 33     |
| 7      | Malaysia                  | 12  | 10      | 13     | 35     |
| 8      | Singapore                 | 11  | 11      | 9      | 31     |
| 9      | Nigeria                   | 11  | 10      | 14     | 35     |
| 10     | Scozia                    | 9   | 10      | 7      | 26     |
| 11     | Nuova Zelanda             | 6   | 22      | 8      | 36     |
| 12     | Cipro                     | 4   | 3       | 5      | 12     |
| 13     | Galles                    | 3   | 6       | 10     | 19     |
| 14     | Irlanda del Nord          | 3   | 3       | 4      | 10     |
| 15     | Samoa                     | 3   | 0       | 1      | 4      |
| 16     | Giamaica                  | 2   | 4       | 1      | 7      |
| 17     | Pakistan                  | 2   | 1       | 2      | 5      |
| 18     | Uganda                    | 2   | 0       | 0      | 2      |
| 19     | Bahamas                   | 1   | 1       | 3      | 5      |
| 20     | Botswana                  | 1   | 1       | 2      | 4      |
| 21     | Nauru                     | 1   | 1       | 0      | 2      |
| 22     | Isole Cayman              | 1   | 0       | 0      | 1      |
| 22     | Saint Vincent e Grenadine | 1   | 0       | 0      | 1      |
| 24     | Trinidad e Tobago         | 0   | 4       | 2      | 6      |
| 25     | Camerun                   | 0   | 2       | 4      | 6      |
| 26     | Ghana                     | 0   | 1       | 3      | 4      |
| 27     | Namibia                   | 0   | 1       | 2      | 3      |
| 28     | Sri Lanka                 | 0   | 1       | 1      | 2      |
| 29     | Papua Nuova Guinea        | 0   | 1       | 0      | 1      |
| 29     | Seychelles                | 0   | 1       | 0      | 1      |
| 31     | Isola di Man              | 0   | 0       | 2      | 2      |
| 31     | Mauritius                 | 0   | 0       | 2      | 2      |
| 31     | Tonga                     | 0   | 0       | 2      | 2      |
| 34     | Guyana                    | 0   | 0       | 1      | 1      |
| 34     | Bangladesh                | 0   | 0       | 1      | 1      |
| 34     | Saint Lucia               | 0   | 0       | 1      | 1      |
| Totale | Totale                    | 272 | 274     | 282    | 828    |